# Europees Centrum voor ziektepreventie en -bestrijding
Het Europees Centrum voor ziektepreventie en -bestrijding (Engels: European Centre for Disease Prevention and Control (ECDC)) is een agentschap van de Europese Unie, opgericht in 2004 en gevestigd in Stockholm.
Het centrum helpt de EU in de strijd tegen infectieziekten en andere ernstige bedreigingen van de gezondheid. Het beheert onder meer een netwerk van laboratoria en een systeem voor vroegtijdige waarschuwing en maatregelen. Het centrum kan bijvoorbeeld een EU-team van deskundigen uitzenden om de uitbraak van een nieuwe ziekte bij de mens in een Europees land te onderzoeken.